# Missões diplomáticas do Catar

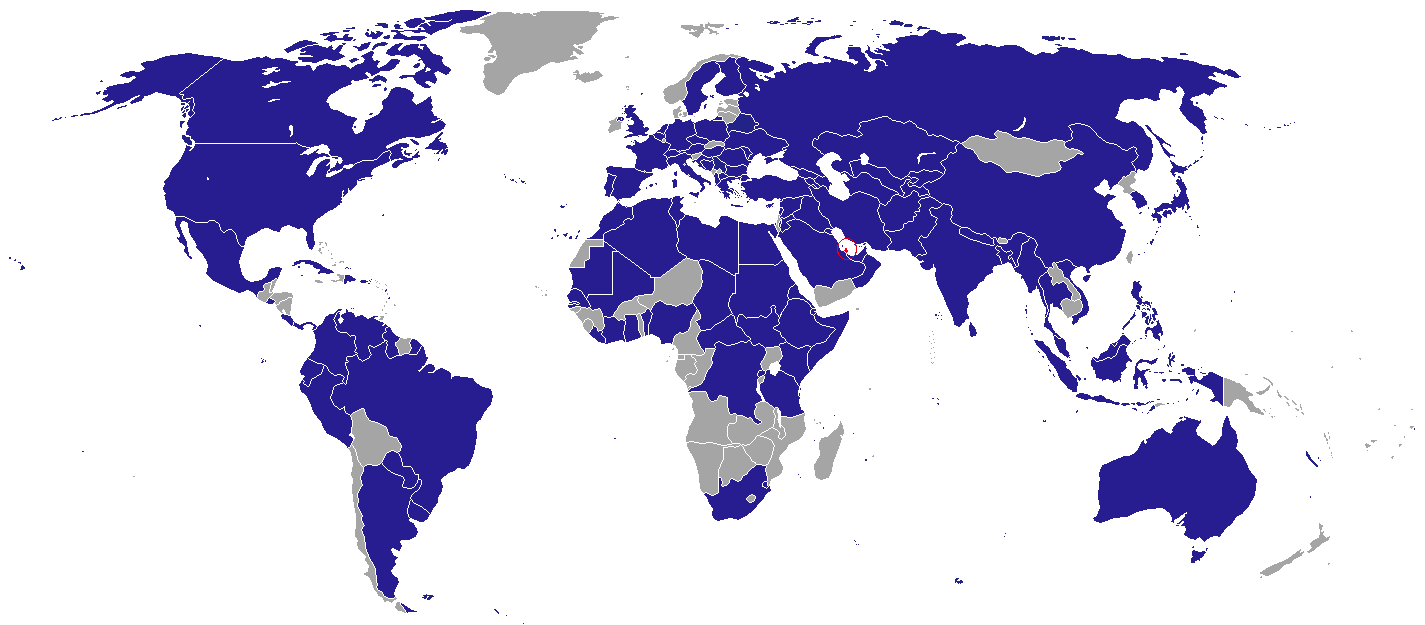
Missões diplomáticas do Catar

Abaixo se encontram as embaixadas e consulados do Catar:

## Europa

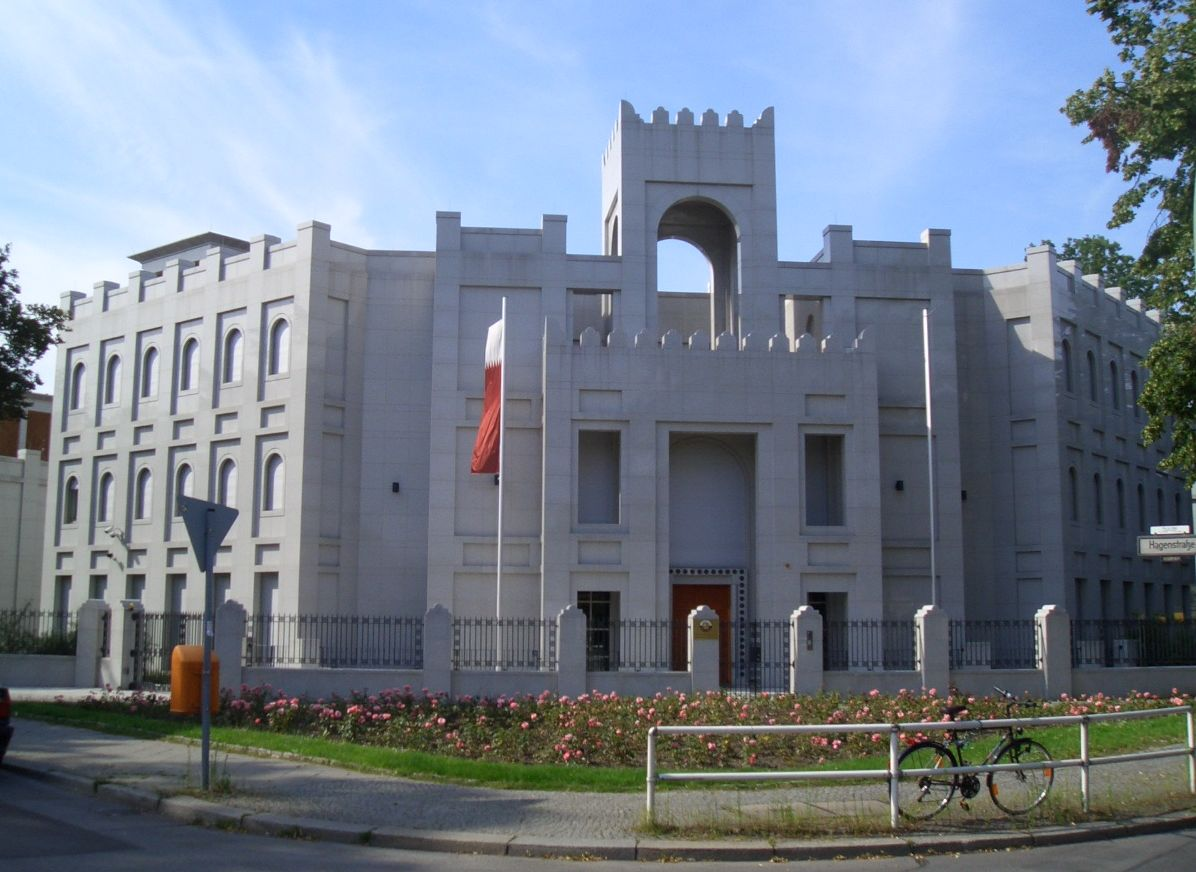
Embaixada do Catar em Berlim.

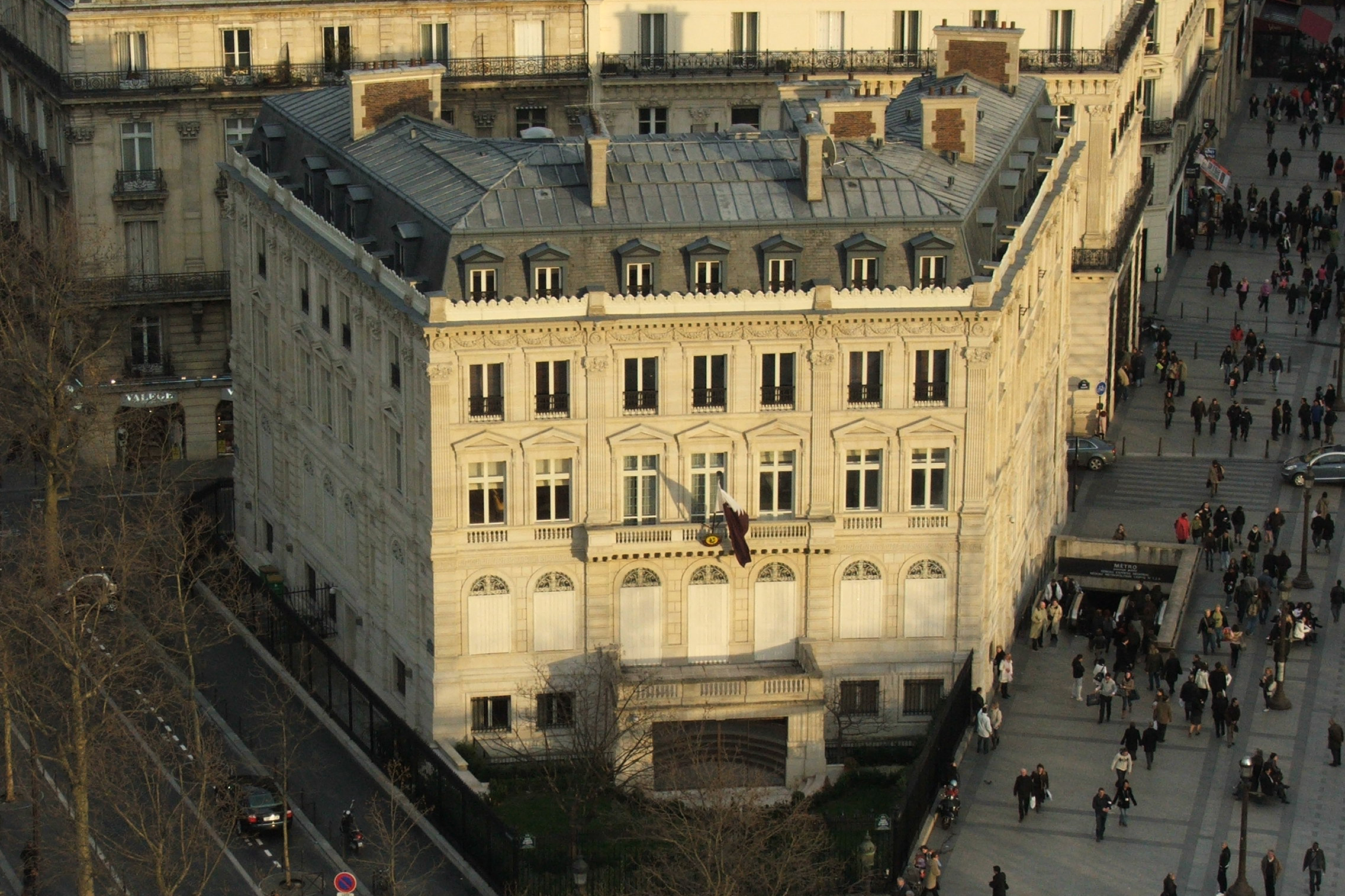
Embaixada do Catar em Paris.

- Alemanha
  - Berlim (Embaixada)
- Áustria
  - Viena (Embaixada)
- Azerbaijão
  - Baku (Embaixada)
- Bélgica
  - Bruxelas (Embaixada)
- Espanha
  - Madrid (Embaixada)
- França
  - Paris (Embaixada)
- Hungria
  - Budapeste (Embaixada)
- Itália
  - Roma (Embaixada)
- Países Baixos
  - Haia (Embaixada)
- Portugal
  - Lisboa (Embaixada)
- Reino Unido
  - Londres (Embaixada)
- Roménia
  - Bucareste (Embaixada)
- Rússia
  - Moscou (Embaixada)
- Suécia
  - Estocolmo (Embaixada)

## América

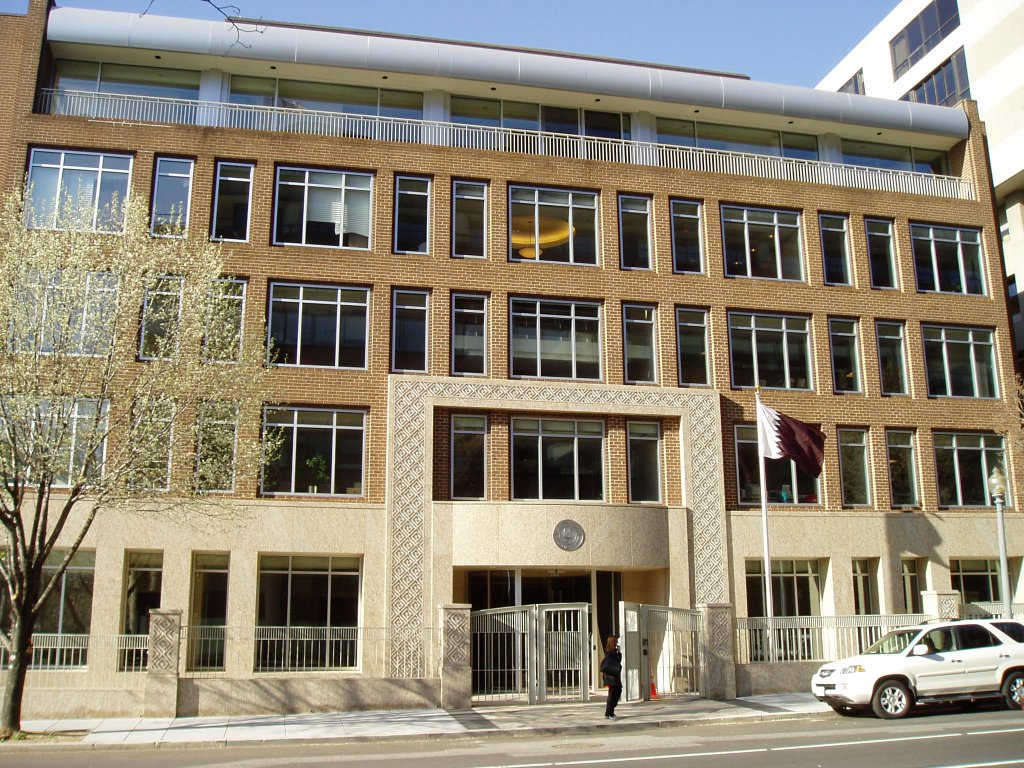
Embaixada do Catar em Washington, D.C.

- Brasil
  - Brasília (Embaixada)
- Cuba
  - Havana (Embaixada)
- El Salvador
  - San Salvador (Embaixada)[1]
- Peru
  - Lima (Embaxaida)
- Estados Unidos
  - Washington, D.C. (Embaixada)
  - Houston (Consulado-Geral)
- República Dominicana
  - Santo Domingo (Embaixada)
- Venezuela
  - Caracas (Embaixada)

## Oriente Médio
- Arábia Saudita
  - Riade (Embaixada)
  - Jidá (Consulado-Geral)
- Bahrein
  - Manama (Embaixada)
- Emirados Árabes Unidos
  - Abu Dabi (Embaixada)
  - Dubai (Consulado-Geral)
- Irão
  - Teerã (Embaixada)
- Iraque
  - Bagdá (Embaixada)
- Jordânia
  - Amã (Embaixada)
- Kuwait
  - Kuwait (Embaixada)
- Líbano
  - Beirute (Embaixada)
- Omã
  - Mascate (Embaixada)
- Palestina
  - Gaza (Embaixada)
- Síria
  - Damasco (Embaixada)
- Turquia
  - Ancara (Embaixada)
- Iêmen
  - Sana (Embaixada)

## África
- Argélia
  - Argel (Embaixada)
- Djibouti
  - Djibouti (Embaixada)
- Egito
  - Cairo (Embaixada)
- Eritreia
  - Asmara (Embaixada)
- Líbia
  - Trípoli (Embaixada)
- Marrocos
  - Rabat (Embaixada)
- Mauritânia
  - Nouakchott (Embaixada)
- Senegal
  - Dakar (Embaixada)
- África do Sul
  - Pretória (Embaixada)
- Sudão
  - Cartum (Embaixada)
- Tunísia
  - Tunes (Embaixada)

## Ásia

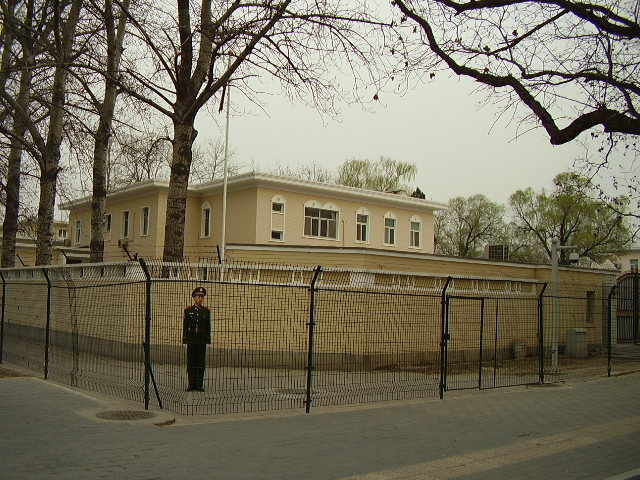
Embaixada do Catar em Pequim.

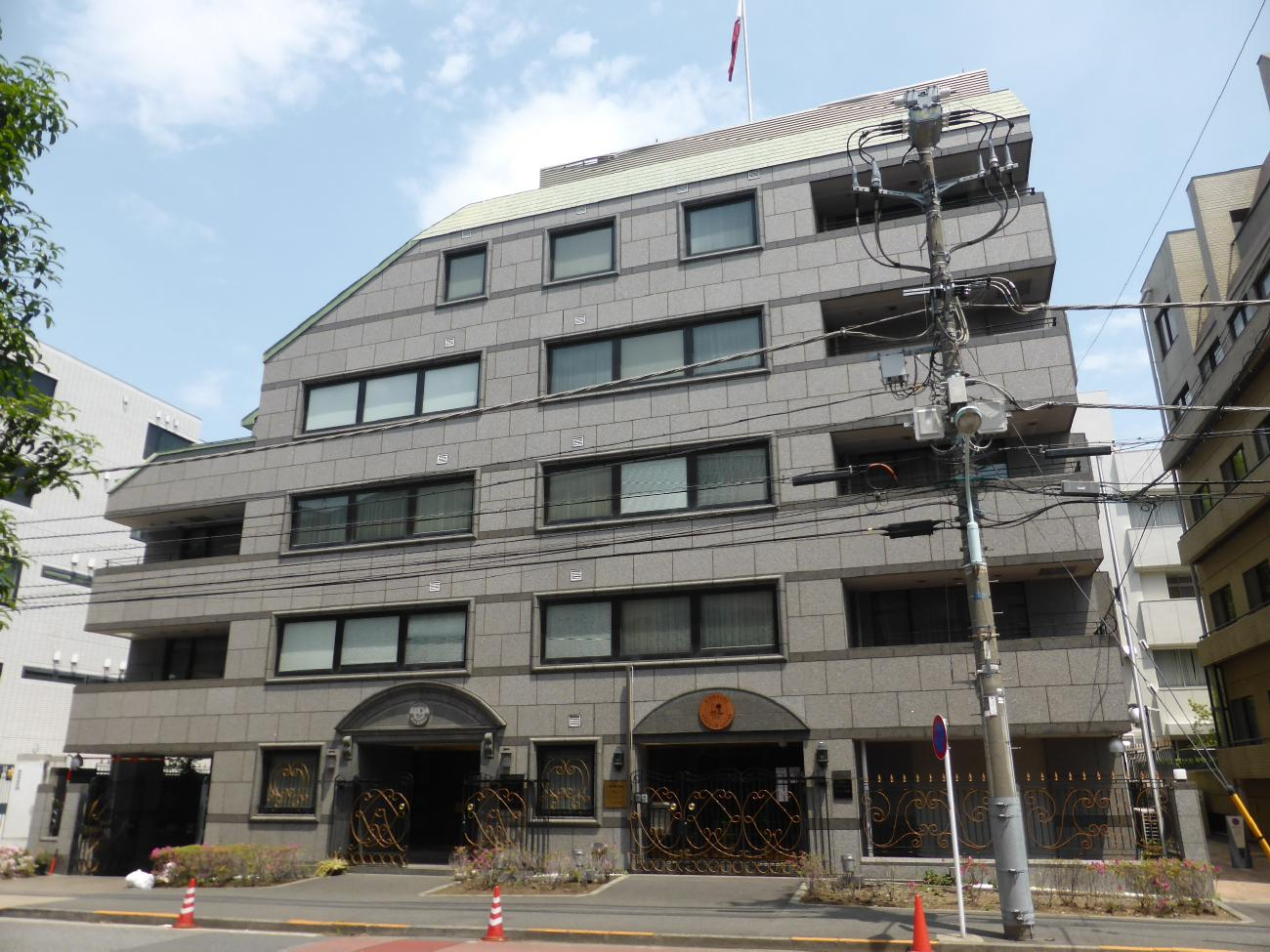
Embaixada do Catar em Tóquio.

- Bangladesh
  - Daca (Embaixada)
- China
  - Pequim (Embaixada)
- Coreia do Sul
  - Seul (Embaixada)
- Filipinas
  - Manila (Embaixada)
- Índia
  - Nova Deli (Embaixada)
  - Bombaim (Consulado-Geral)
- Indonésia
  - Jacarta (Embaixada)
- Japão
  - Tóquio (Embaixada)
- Malásia
  - Kuala Lumpur (Embaixada)
- Paquistão
  - Islamabad (Embaixada)
  - Carachi (Consulado-Geral)
- Sri Lanka
  - Colombo (Embaixada)
- Tailândia
  - Banguecoque (Embaixada)

## Organizações Multilaterais
- Bruxelas (Missão Permanente do Catar ante a União Europeia)
- Cairo (Missão Permanente do Catar ante a Liga Árabe)
- Genebra (Missão Permanente do Catar ante as Nações Unidas e outras organizações internacionais)
- Nova Iorque (Missão Permanente do Catar ante as Nações Unidas)
- Paris (Missão Permanente do Catar ante a Unesco)
- Roma (Missão Permanente do Catar ante a Organização das Nações Unidas para Agricultura e Alimentação)
- Viena (Missão Permanente do Catar ante as Nações Unidas)